# نابران
نابران، بلدية ومنتجع شهير تقع في مقاطعة خاتشماز في أذربيجان، بالقرب من الحدود الروسية-الأذربيجانية. يبلغ عدد سكانها حوالي 1,313. تتكون البلدية من قرى نبران، داليالي خاتشماز، توريست، مجلس خاتشماز، غونشلي خاشماز، ساموركي، شيمال. نابران هي أكبر منطقة ترفيهية في خاشماز رايون.
تقع نابران على شاطئ بحر قزوين في منطقة غابات شبه استوائية على بعد 3 ساعات من العاصمة باكو. نابران منطقة مأهولة تمتد أراضيها لعدة كيلومترات. تقع البيوت والفنادق والمرافق الترفيهية والمطاعم على طول الجانب الأيسر، في حين يقع الشاطئ على الجانب الأيمن على طول الطريق الذي يحاذي الخط الساحلي لأكثر من 30 كم.

## موقع
تقع نبران في الجزء الشمالي الشرقي من أذربيجان على ضفاف بحر قزوين وتحيط بها الغابات، وتشتهر بكونها منطقة منتجعات، ليس في أذربيجان فقط، بل في كل دول الاتحاد السوفيتي سابقاً. مناخها معتدل طوال العام تقريباً، وهو جاف في الصيف، ورطب في الشتاء لكنه ليس شديد البرودة.

## الطبيعة

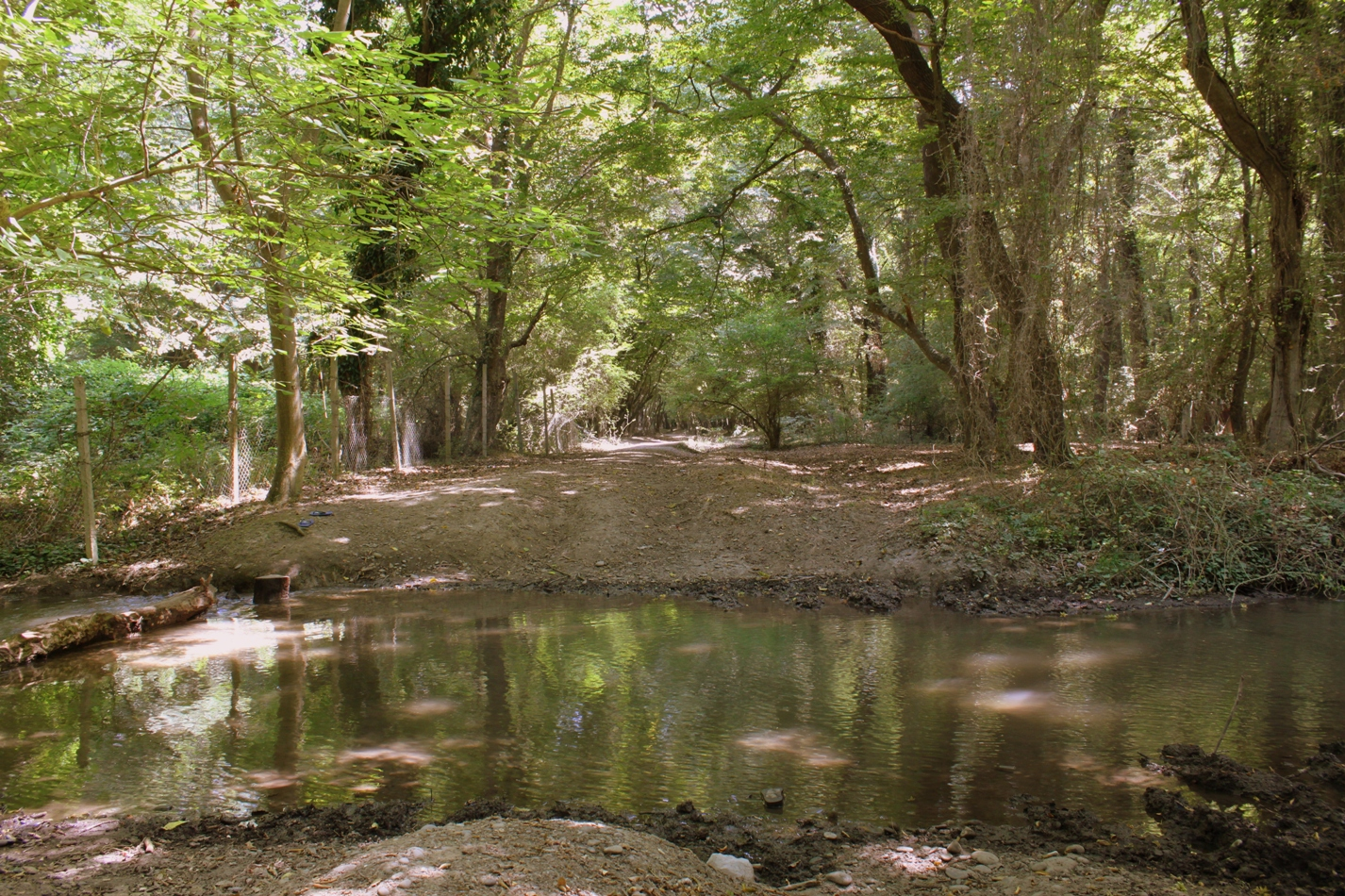
إحدى غابات نابران

تتشابك منطقة الغابات مع الشاطئ الرملي الغني بالأشجار الفريدة الخاصة بالمنطقة. تندمج الغابات مع جبل شاه داغ أحد جبال سلسلة جبال القوقاز الكبرى. نظراً لغيات الصناعة وانخفاض الكثافة السكانية، تبقى مياه البحر نظيفة مقارنة بمنطقة أبشرون التي تتواجد فيها صناعات ثقيلة. نابران غنية بمياه الشرب النظيفة المتدفقة من جبل شاه داغ. في أوائل القرن العشرين، بدأ مشروع ضخ مياه الشرب النظيفة من المنطقة إلى العاصمة باكو، بمبادرة من زين العابدين تاجيف الباكوي، حيث انتهي من المشروع عام 1917.

## السياحة والترفيه

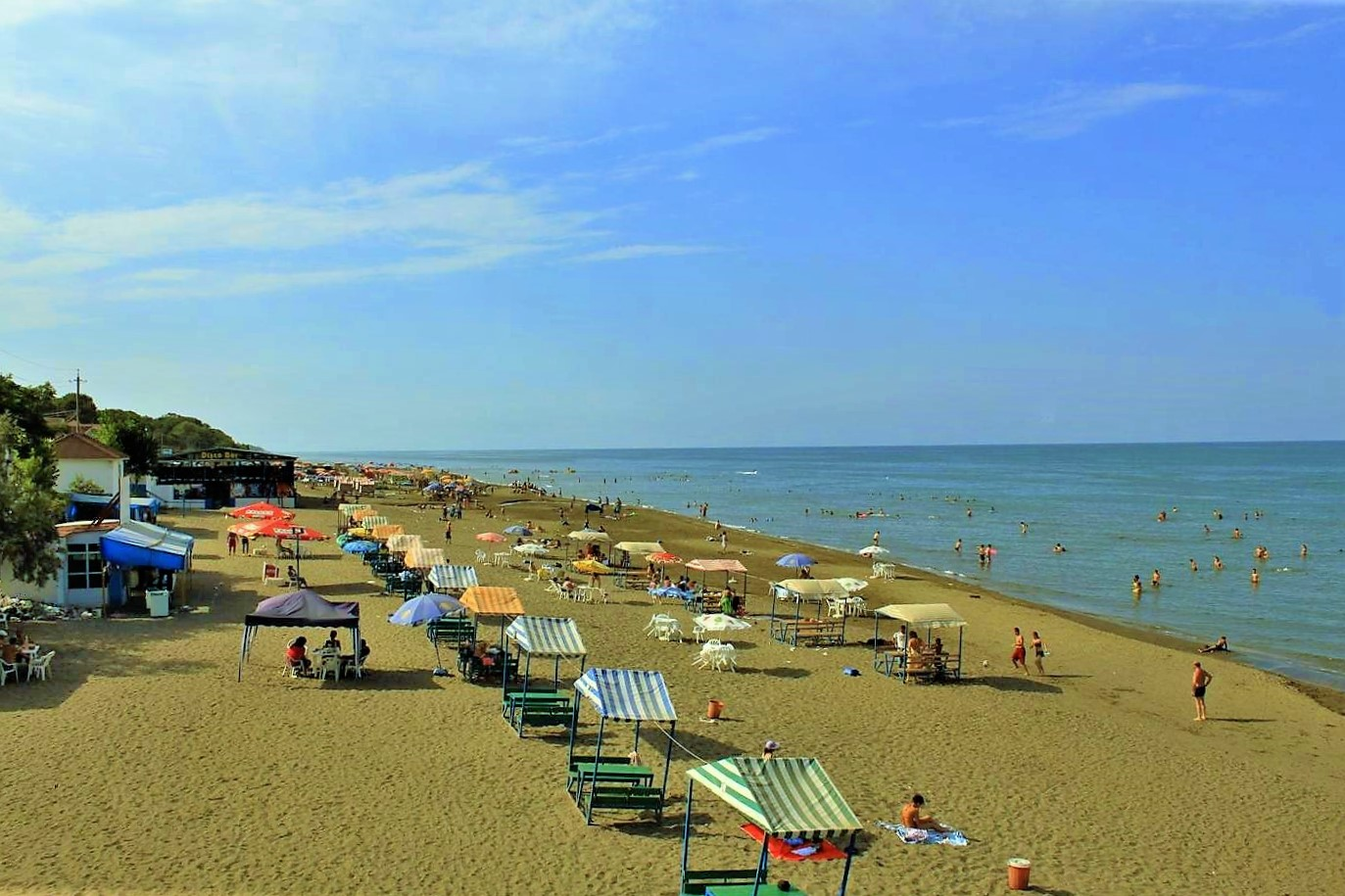
شاطئ نابران

نابران غنية بالعديد من المرافق الترفيهية التي تقدم مجموعة واسعة من الخدمات في مساكن الزوار وأنشطة رياضية ومعسكرات أطفال والترفيه الموسيقي. معظم المساكن عبارة عن أكواخ أو بيوت مكونة من طابقين. معظم السائحين الذين يقصدونها هم زوار محليين وسائحين روس ومغتربين يعملون في العاصمة باكو. خدمت نابران سابقاً كمنتجع لعمال شركة سوكار العاملة في مجال النفط، ولا تزال هذه الشركة تملك نزلين سياحيين فيها. عام 2009، بدأت مشاريع توسيع السياحة في نابران، لإنشاء المزيد من المرافق، حيث خصص للمشروع حوالي 110 مليون دولار.

## معرض الصور

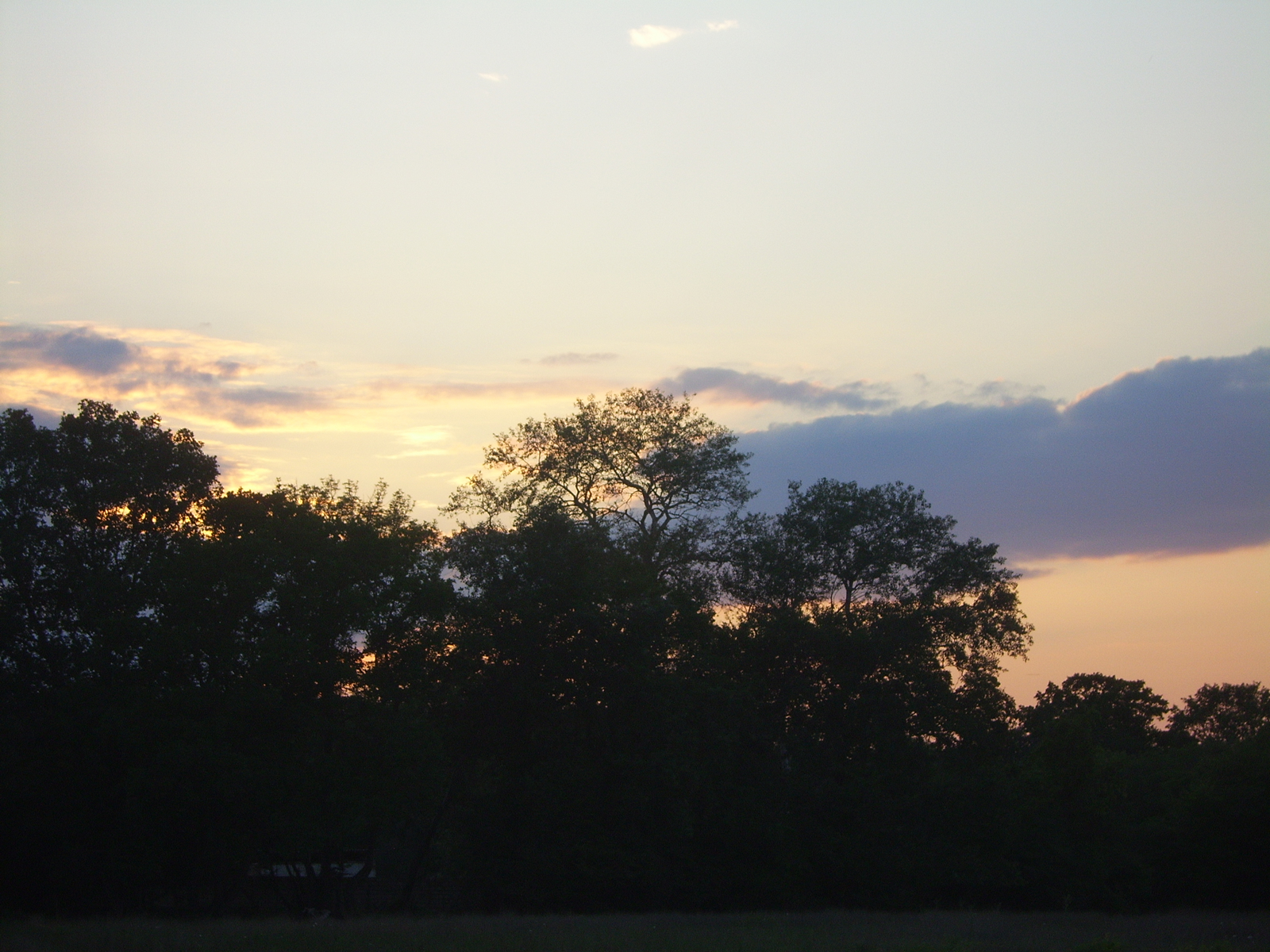
غابة نابران بالقرب من شاطئ رملي
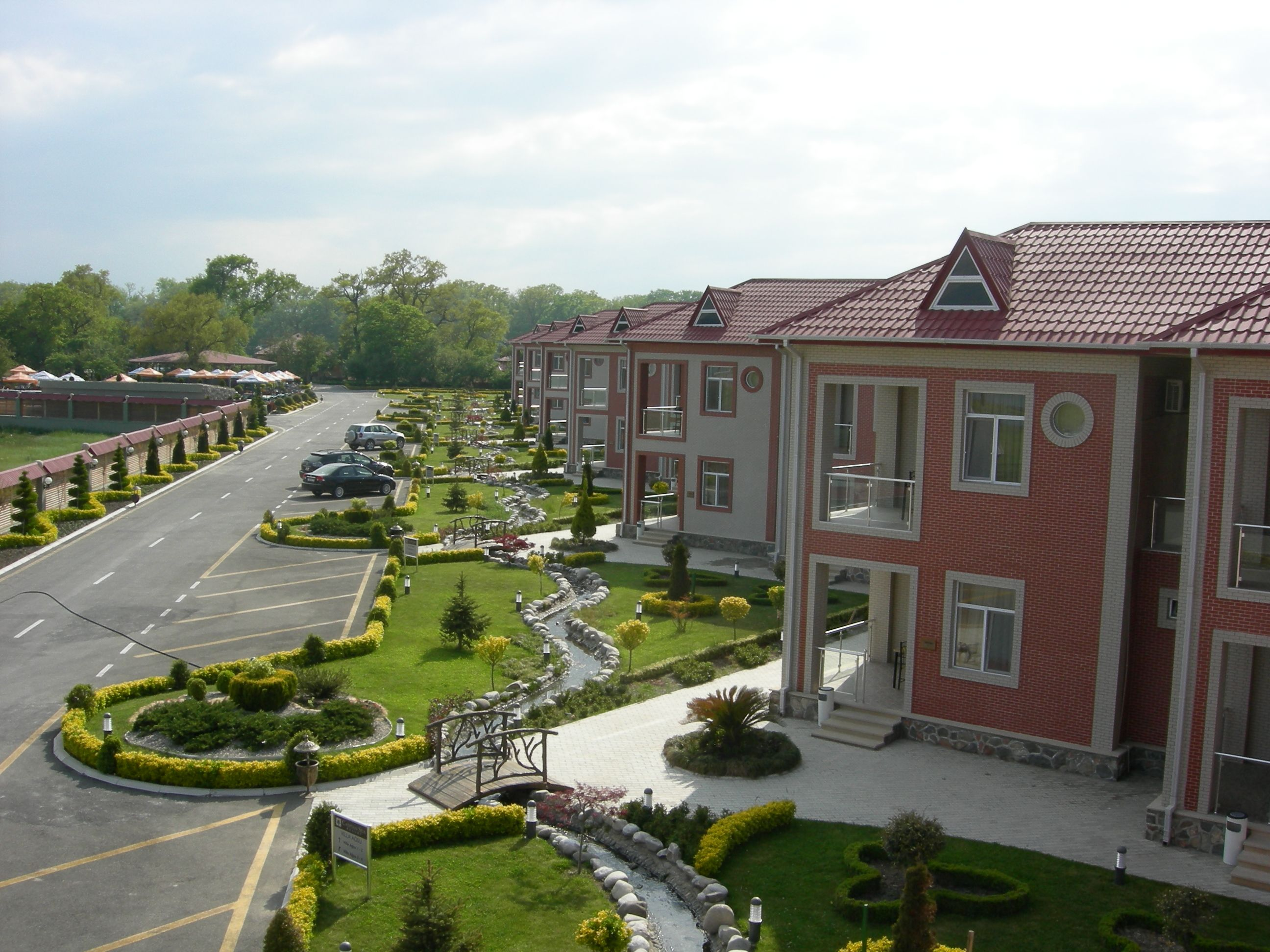
مسكن في أحد منتجعات نابران
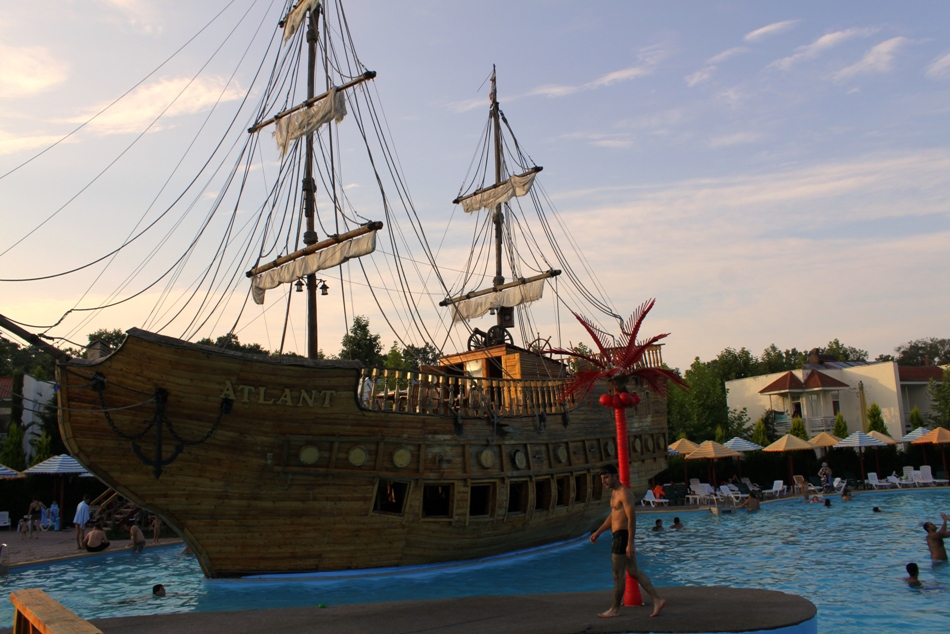
منشأة أتلانت الترفيهية